# Wiktor i Korona
Wiktor i Korona – męczennicy chrześcijańscy, ofiary prześladowań w Syrii za panowania cesarza Antoninusa Piusa. Świętą Koronę czczą Kościoły: grecki, łaciński i etiopski. W Kościele łacińskim kult jest szczególnie znany we Włoszech, w Bawarii, Czechach i Dolnej Austrii.

## Męczeństwo
Według „Martyrologium Rzymskiego” Wiktor został pojmany i poddany torturom przez sędziego o imieniu Sebastian. Świadkiem męstwa ze strony Wiktora była Korona, żona żołnierza. Wiktor został ścięty. Publiczne wychwalanie męstwa torturowanego Wiktora sprowadziło na nią wizję, w której widziała dwie korony spadające z nieba – jedną dla Wiktora, drugą dla siebie. Wsparcie ze strony Korony dla prześladowanego Wiktora spowodowało jej aresztowanie. Następnie została rozciągnięta pomiędzy dwoma drzewami i zginęła rozerwana przez nie.
Najstarsze przekazy lokują miejsce śmierci Wiktora i Korony w Damaszku, ale wskazywana jest także Antiochia na południu dzisiejszej Turcji, Aleksandria w Egipcie, Marsylia i Sycylia.
Tradycja zawarta w „Martyrologium Rzymskim” oparta jest na historii przekazywanej przez Bedę Czcigodnego, który wykazał zaufanie w stosunku do starszych, ustnych przekazów. Według „Acta Sanctorum” Wiktor i Korona z łacińskiej tradycji to św. Wiktor z Damaszku i jego żona Stefania z tradycji wschodniej. Greckie imiona Stephanos i Stephanis (Stefan i Stefania) pochodzą od greckiego słowa stephanos (wieniec, korona), które w tłumaczeniu na łacinę brzmi: corona.

## Feltre

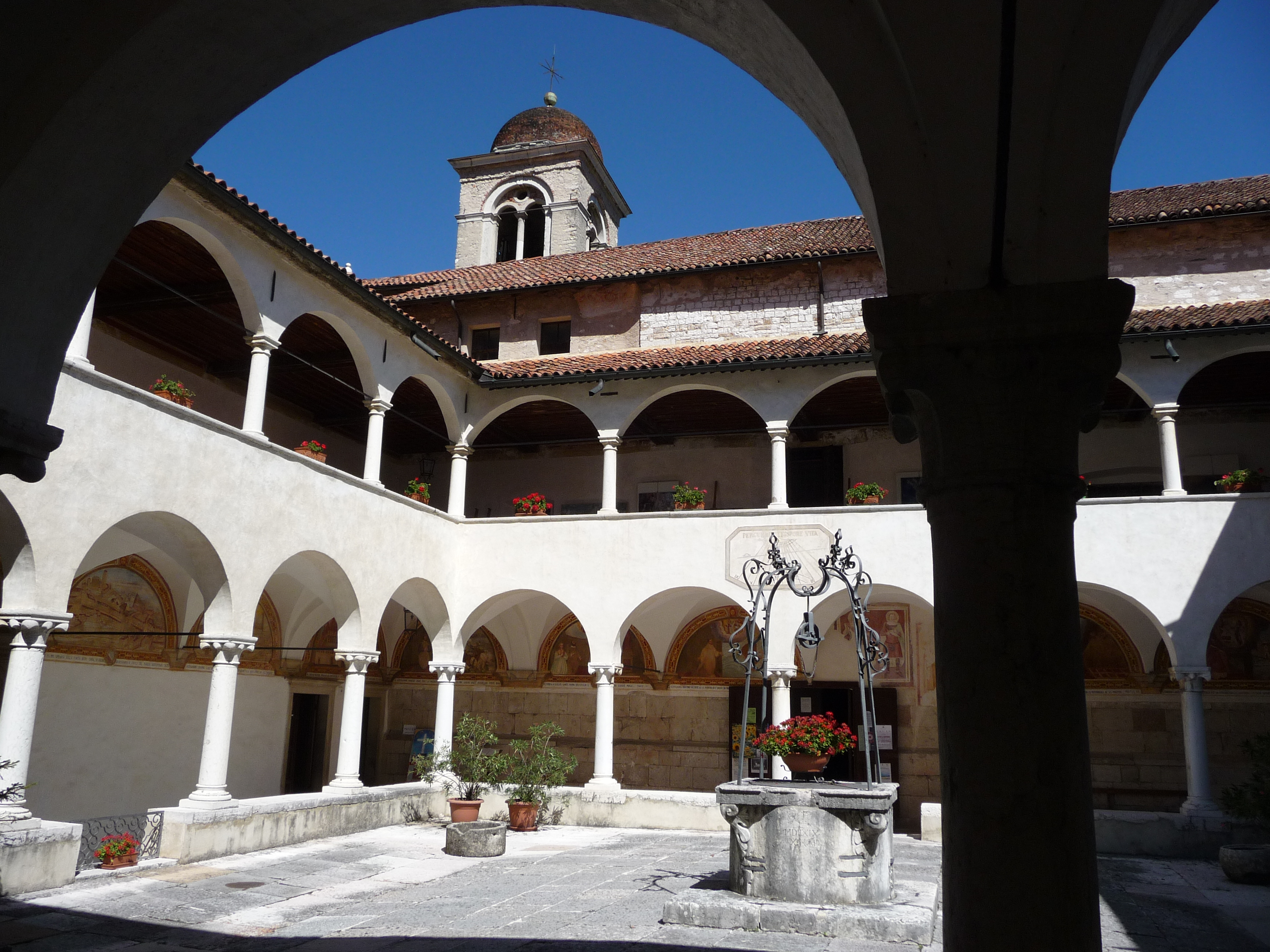
Dziedziniec sanktuarium i bazyliki Św. Wiktora i Korony w Feltre

Przełożeni bazyliki i sanktuarium św. Wiktora i Korony w Feltre powołują się na „L'Illustre certamen”, starożytny grecki tekst z IV wieku autorstwa diakona wspólnoty chrześcijańskiej w Antiochii. Według tego źródła Wiktor miał ponieść męczeństwo w Syrii w 171 roku, podczas prześladowań ze strony cesarza Marka Aureliusza. Mimo tortur wyrażał swą wiarę ze spokojem i nieustraszonością. Według tej relacji Korona (Stefania), obecna podczas torturowania Wiktora, także wyznała, że jest chrześcijanką. Po torturach została zawieszona za stopy pomiędzy dwoma nagiętymi drzewami, które po gwałtownym wyprostowaniu ją rozerwały.
Ciała męczenników zostały przetransportowane do Feltre. Tekst biskupa Solino zachowany na ołowianej tabliczce z VIII–IX wieku, którą odkryto w arce ze szczątkami świętych, wyjaśniał jedynie, że ciała te zostały przewiezione z miejsca męczeństwa. Fakt pochodzenia relikwii ze wschodu mają także potwierdzać badania przeprowadzone przez zespół naukowców z Uniwersytetu w Padwie w 1981. Według tych relacji, ciała mogły zostać przewiezione do Feltre (przez Cypr i Wenecję) w IX wieku. 

## Inne wersje lokalizacji
Jako miejsce przechowywania szczątków męczenników Wiktora i Korony bywa wskazywane także Castelfidardo koło Ankony, gdzie już w VI w. Korona była wskazywana jako przykład wiary. W 997 jej relikwie były także przewiezione do Akwizgranu przez cesarza Ottona III, a w XIV wieku sprowadzone przez cesarza Karola do Pragi.

## Patronat
Św. Korona jest wymieniana jako patronka dobrego lokowania pieniędzy, poszukiwaczy skarbów i osób grających na loteriach. Przypisywana jest jej także troska o ochronę przed epidemiami i złą pogodą. Jest także wskazywana jako symbol trwania w wierze.